# Supermarine Type 224
Il Supermarine Type 224 fu un aereo da caccia britannico monoposto monomotore con configurazione alare ad ala di gabbiano rovesciata, progettato da R.J. Mitchell alla Supermarine, in risposta alla specifica F.7/30 dell'Air Ministry, il ministero dell'aria, che riteneva necessario dotarsi di un nuovo caccia per sostituire il Gloster Gauntlet. Il Type 224 era motorizzato da un Rolls-Royce Goshawk, che utilizzava un sistema sperimentale di raffreddamento evaporativo. Il modello fu infine rifiutato per problemi legati al motore e per le scarse prestazioni dimostrate; la commessa fu assegnata alla Gloster con il Gladiator.
Nonostante il fallimento, il Type 224 rappresentò un passo importante nella storia dell'aviazione, perché le conoscenze acquisite contribuirono in maniera decisiva al successo del susseguente Supermarine Spitfire.

## Storia del progetto
La specifica F.7/30, formalmente inoltrata all'industria aeronautica nell'ottobre del 1931, richiedeva la progettazione di un caccia diurno e notturno, interamente metallico, con armamento di quattro mitragliatrici, alta velocità di punta, elevata velocità variometrica e una velocità d'atterraggio inferiore a 96 km/h (60 mph).
Inoltre si sottolineava l'importanza di una buona visuale dall'abitacolo. Anche se era permesso l'utilizzo di qualsiasi motore, il Ministero dell'Aria segnalò che sarebbe stato favorito l'utilizzo del motore a raffreddamento evaporativo Rolls-Royce Goshawk, in via di sviluppo in quel periodo.
Delle varie proposte ricevute, solo tre furono selezionate per l'avanzamento alla fase di prototipi: fra questi era presente il Supermarine Type 224. Il design del velivolo progettato da R. J. Mitchell era molto pulito e presentava una configurazione alare ad ala di gabbiano rovesciato, con carrello fisso e motore Goshawk II da 600 hp.
La configurazione ad ala di gabbiano rovesciata fu scelta per ridurre la lunghezza del carrello d'atterraggio e, conseguentemente, contenere l'attrito. Tuttavia questa configurazione era nota per produrre problemi di stabilità laterale, perciò fu condotto un esteso programma di test in galleria del vento prima di raggiungere il design definitivo. Questi test rilevarono anche problemi di stabilità direzionale, perciò fu ingrandita la superficie della coda.
L'abitacolo era aperto: per verificare che il pilota non fosse sottoposto a turbolenze eccessive, furono condotti ulteriori test in galleria del vento su modelli a scala reale dell'abitacolo.
La fusoliera era monoscocca, con due mitragliatrici installate sui due lati dell'abitacolo e due nei carrelli. Le ali erano costruite in maniera inusuale, con un singolo longherone che, accoppiato ai condensatori del sistema di raffreddamento del motore, formava una struttura scatolare a "D" con grande rigidità torsionale che costituiva il bordo d'attacco dell'ala. La rimanente parte dell'ala era ricoperta di tela.
Il sistema di raffreddamento evaporativo usato dal Goshawk utilizzava un impianto ad acqua pressurizzata con temperature d'esercizio superiori a 100 °C. L'acqua surriscaldata in uscita dal motore veniva depressurizzata, trasformata in vapore e raffreddata all'interno di un condensatore, recuperata in forma liquida e quindi ricircolata nel motore. Questo sistema era stato sperimentato su altri aerei, ma solo su biplani: il condensatore e il serbatoio di ricircolo erano, in quei casi, interamente installati nell'ala superiore. Nel Type 224 il serbatoio dell'acqua era installato all'interno della scocca del carrello. Siccome l'acqua di condensa era molto vicino al punto di ebollizione, era soggetta a ritornare allo stato di vapore a ogni piccola diminuzione di pressione: ciò succedeva frequentemente all'interno delle pompe dell'acqua, causandone il blocco.
Il Type 224 volò per la prima volta il 19 febbraio 1934, ai comandi del pilota collaudatore Joseph "Mutt" Summers. Le sue prestazioni si rivelarono disastrose: la massima velocità raggiunta fu 228 mph (367 km/h) e impiegò 9,5 minuti per salire a 15 000 ft (4 600 m), ben al di sotto delle prestazioni attese di 245 mph (394 km/h) come velocità di punta e 6,6 min come tempo di salita a 15 000 ft (4 600 m).
La competizione che seguì la specifica F.7/30 fu infine vinta dal Gloster Gladiator, dotato di motore radiale.
Mitchell nel frattempo approntò una serie di modifiche, fra cui una nuova ala, un nuovo piano di coda e una nuova disposizione del motore; ciò avrebbe dovuto innalzare la velocità di punta a 265 mph (426 km/h). Ma a quel punto il Ministero era indirizzato a richiedere caccia dotati di otto mitragliatrici e perciò sarebbe stato necessario progettare un nuovo velivolo piuttosto che puntare su una modifica del Type 224.
L'unico esemplare di Type 224 concluse la sua carriera come bersaglio in un poligono di tiro a Orford Ness, nel Suffolk, durante l'estate del 1937.